# لوکاویتسه (ناحیه وستی ناد اورلیتسی)
لوکاویتسه (به چکی: Lukavice) یک منطقهٔ مسکونی در جمهوری چک است که در ناحیه اوستی ناد اورلیتسی واقع شده‌است. لوکاویتسه ۱۱ کیلومتر مربع مساحت و ۱٬۱۰۱ نفر جمعیت دارد و ۳۸۰ متر بالاتر از سطح دریا واقع شده‌است.